# フランシスコ・モリネーロ
フランシスコ・ホセ・モリネーロ・カルデロン（Francisco José Molinero Calderón, 1985年7月26日 - ）は、スペイン・トレド県オンティゴラ出身の元サッカー選手。現役時代のポジションはDF（右サイドバック）。

## 経歴
アトレティコ・マドリードのカンテラ出身。左右の両サイドバックとしてプレー可能であり、2005-06シーズン終盤にフアン・ベラスコからスタメンを奪いレギュラーに定着した。翌シーズンはクラブが両サイドバックの補強としてスペイン代表のマリアーノ・ペルニアやギリシャ代表のゲオルギオス・セイタリディスを獲得したこともあり、マラガCFにレンタル移籍となった。
契約満了によりビセンテ・カルデロンを去ると、2007年7月18日にRCDマジョルカに2年契約で完全移籍した。2008年8月30日にセルヒオ・バジェステロスと共にレバンテUDへ1年契約で加入。レバンテとの契約満了後の2009年夏には、アトレティコ時代の同僚コスミン・コントラの紹介もありリーガIのFCディナモ・ブカレストへ移籍し、UEFAヨーロッパリーグにも出場した。
2010年7月、SDウエスカへ移籍し1シーズンで母国へ復帰。2011-12シーズンより、3年契約でレアル・ムルシアCFへ移籍。契約満了によりヌエバ・コンドミーナを後にすると2014年6月26日にレアル・ベティスと2年契約で加入することが発表され、セグンダ・ディビシオン優勝に貢献した。
2016年6月25日、フリートランスファーでヘタフェCFへ加入し2年契約を締結することが発表され、再びプリメーラ・ディビシオンへの昇格を経験する。
2018年7月12日、セグンダ・ディビシオンのスポルティング・デ・ヒホンへ2年契約で加入する。2019-20シーズン終了を以てエル・モリノンを去ると、半年間フリーとなる。
2021年1月25日、レアル・ムルシアへ約7年振りに復帰する。同年7月12日、セグンダ・ディビシオンRFEFのマル・メノルFCと1年契約を締結した。

## タイトル
ベティス
- セグンダ・ディビシオン : 2014-15